# 艾利·嘉道理
艾利·嘉道理爵士，KBE（1867年—1944年），猶太人，香港著名慈善家，1926年榮獲英帝國爵級司令勳章，香港中華電力有限公司創辦人。

## 生平
1867年，艾利·嘉道理出生於巴格達。
艾利·嘉道理於1900年間與熱心華人社會福利事業的劉鑄伯發起興建育才書社，在上流社會和名人支持下一共籌得20餘萬元善款，而艾利·嘉道理和劉鑄伯則分別被推舉為書社主席和司理。育才書社一共開設了4間書館（即學校），其中香港設有其中兩所，為現時的西營盤官立小學（前身為中學，1910年政府接辦運作並改為官立小學）和銅鑼灣掃桿埔一家專為印度籍兒童而設的學校，而另外兩所分別設於廣州河南鰲洲外街及上海公共租界（為現時上海市育才中學前身）。
1944年，死於日軍集中營。

## 嘉道理家族
嘉道理家族，最初發跡於上海，後來從英國人手上購入廣州電力廠，但在廣州的生意出現虧蝕，轉到香港發展，並建成鶴園街電廠，主要供電給半島酒店，艾利·嘉道理在電廠重組之後成為當時的大股東。

## 外部連結
- 育才書社成立緣起 - 《大公報》，2002年12月23日